# Зоряне (Криворізький район)
Зоряне (до 2016 року — Червона Зірка) — село в Україні, у Нивотрудівській сільській територіальній громаді Криворізького району Дніпропетровської області. Населення — 248 мешканці.

## Географія
Село розташоване на лівому березі каналу Дніпро — Кривий Ріг.
На півдні межує з селом Солдатське, на заході з селом Нива Трудова, та на півночі з селом Садове. Поруч проходить автомобільна дорога Н23.

## Економіка
- Молочно-товарна ферма.

## Цікаві факти

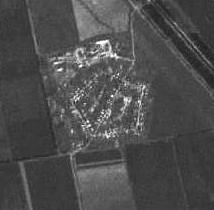
Космічний знімок села Зоряне

Село було збудовано відповідно до своєї колишньої назви (Червона Зірка), і це один з двох населених пунктів в Україні, який має майже ідеальну п'ятикутну форму. Інше село — Рівне на Львівщині.

## Населення
Згідно з переписом УРСР 1989 року чисельність наявного населення села становила 132 особи, з яких 58 чоловіків та 74 жінки.
За переписом населення України 2001 року в селі мешкало 248 осіб.

### Мова
Розподіл населення за рідною мовою за даними перепису 2001 року:
| Мова       | Відсоток |
| ---------- | -------- |
| українська | 91,94 %  |
| російська  | 7,26 %   |
| білоруська | 0,40 %   |
| болгарська | 0,40 %   |